# كلية الطب (الجامعة الأردنية)
كلية الطب في الجامعة الأردنية هي كلية صحية تابعة للجامعة الأردنية في عمّان، الأردن. تأسست الكلية عام 1971، وهي أول كلية طبية في تاريخ الأردن. تمنح الكلية درجة البكالوريوس في تخصص «دكتور في الطب». تضم الكلية العديد من الأقسام والمختبرات داخلها، ولها جسر خاص يربطها بمستشفى الجامعة الأردنية، حيث يتدرب طلاب الكلية طوال المرحلة السريرية.
تضم الكلية اثني عشر قسمًا، وهم: قسم التشريح وعلم الأنسجة، وقسم الكيمياء الحيوية وعلم وظائف الأعضاء، وقسم علم الأمراض والأحياء الدقيقة والطب الشرعي، وقسم علم الأدوية، وقسم طب الأسرة والمجتمع، وقسم الأمراض الباطنية، وقسم الأشعة، وقسم التخدير والعناية الحثيثة، وقسم طب الأطفال، وقسم النسائية والتوليد، وقسم الجراحة الخاصة، وقسم الجراحة العامة. أكثر من 200 عضو هيئة تدريس يدرسون في كلية الطب بجميع أقسامها.

## الموقع والمرافق

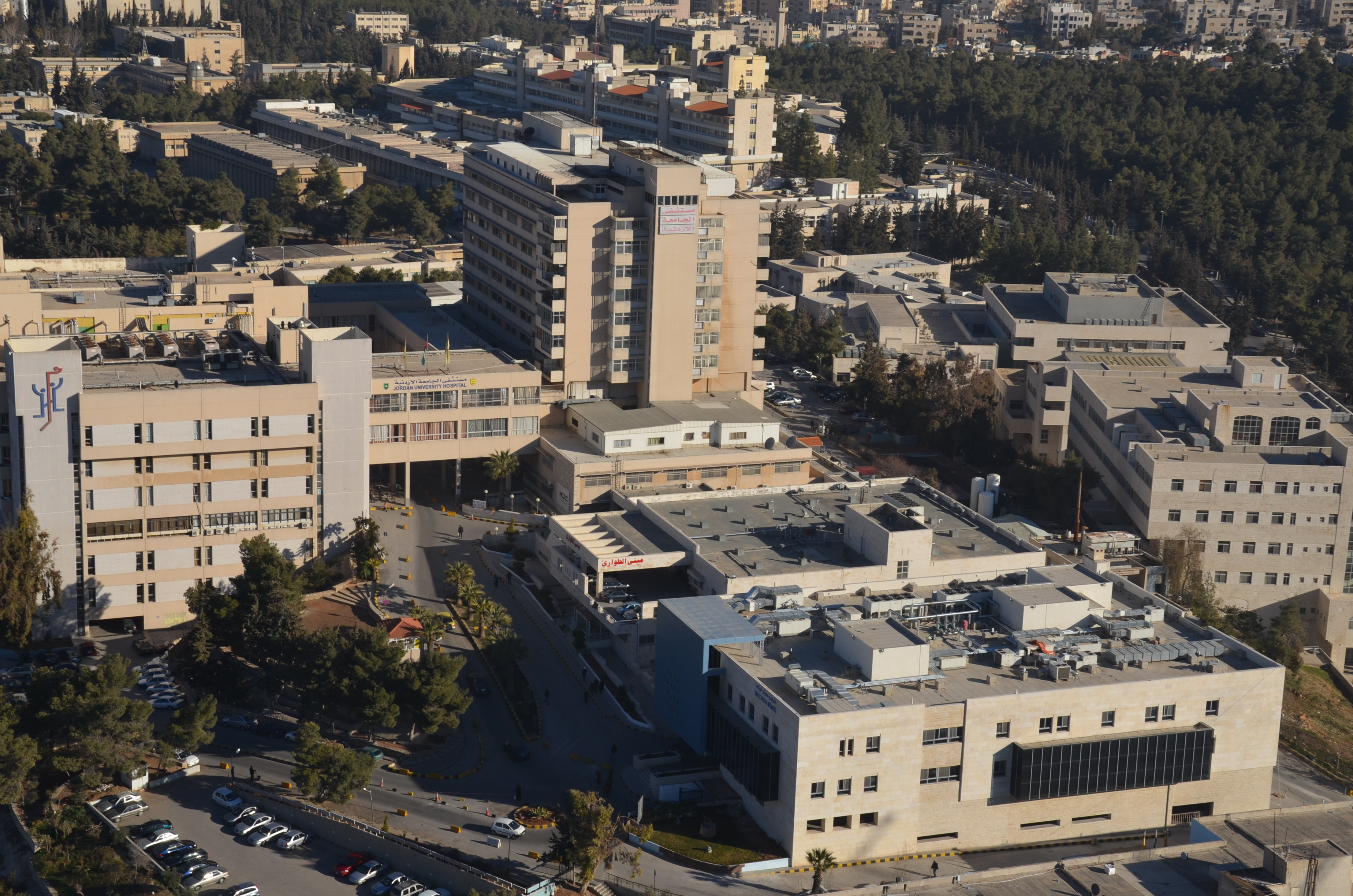
صورة جوية لمستشفى الجامعة والكليات الصحية خلفه.

تبلغ مساحة أرض الكلية 4000 متر مربع، ومساحة المباني 8172 مترًا مربعًا، ومساحة قاعات التدريس 1798 مترًا مربعًا، ومساحة منطقة وقوف السيارات 1100 مترًا مربعًا. تقع الكلية في الجزء الجنوبي من الجامعة. يحدها من الشمال كلية الهندسة، ومن الشرق مبنى إذاعة الجامعة وكلية التمريض، ومن الجنوب مستشفى الجامعة، ومن الغرب وحدة القبول والتسجيل.
تضم الكلية مركز الخلايا الجذعية ومركز الكبد والجهاز الهضمي، ويوجد بها مشرحة ومتحف وقاعة مطالعة، وتحتوي على أحد عشر مختبراً، وهم: مختبر الأحياء الدقيقة والمناعة، ومختبر المهارات السريرية، ومختبر علم الأمراض، ومختبر أبحاث البيولوجيا الجزيئية، والمختبرات الفسيولوجية، ومختبر النزيف والتخثر، ومختبر المجهر الإلكتروني، ومختبرات الأنسجة، ومختبر السموم والمركز الوطني، ومختبرات الأدوية، ومختبرات أبحاث الكيمياء الحيوية والاستقلاب.
يوجد بالكلية ثماني قاعات تدريس، وتسع قاعات تدريس إضافية في مجمع الكليات الصحية، بالإضافة إلى قاعات المحاضرات في مبنى العيادات.

## التاريخ

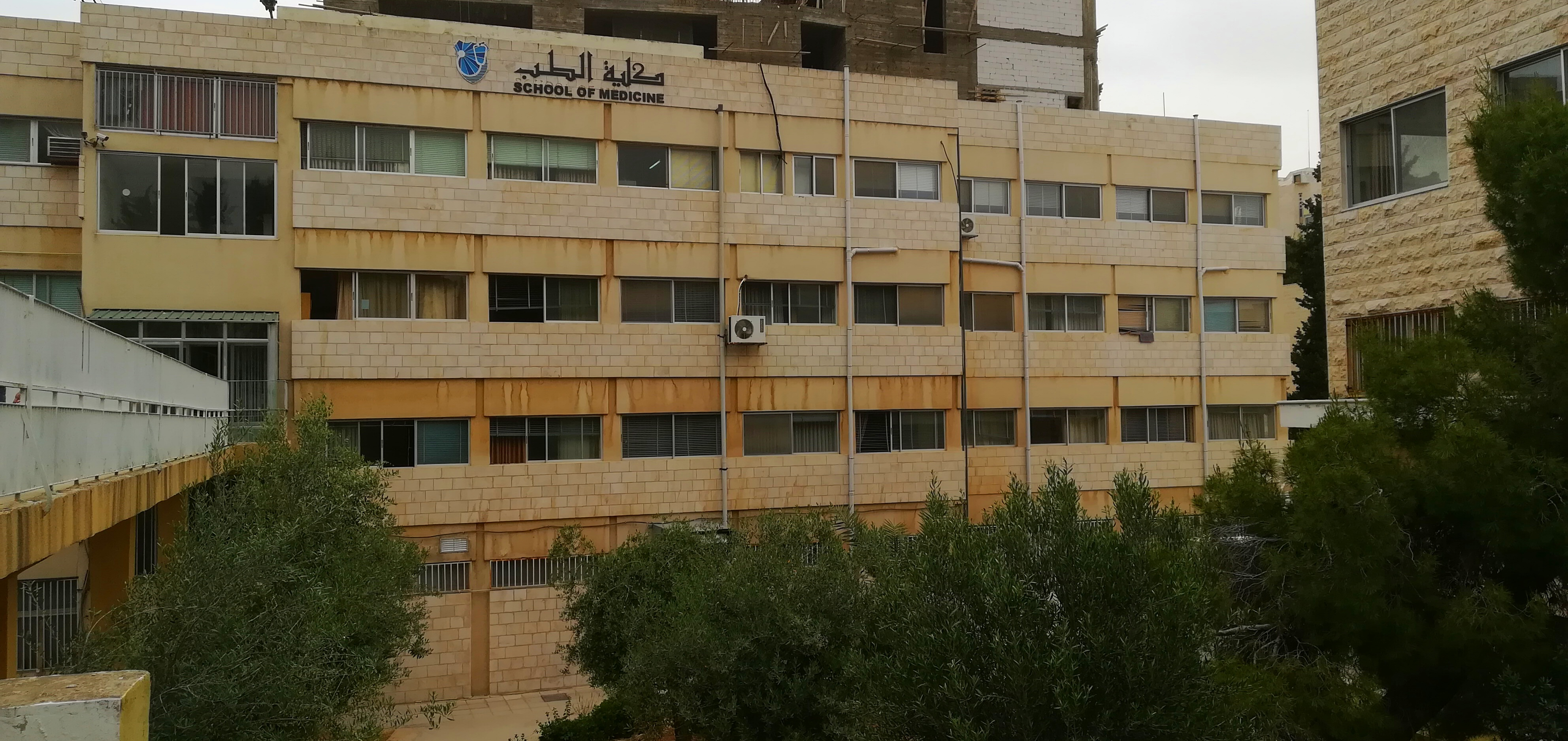
مبنى الكلية من الجهة الجنوبية.

### تأسيس الكلية
جاء إنشاء كلية الطب في الجامعة الأردنية استجابة لرغبة الملك الحسين بن طلال بعد أن لاحظ ضرورة وجود كلية طبية داخل الأردن، بسبب توجه آلاف الطلاب الأردنيين لدراسة الطب في الدول العربية والأجنبية. أصدر وصيته السامية لإنشاء أول كلية طب في الأردن في الجامعة الأردنية تحت رعايته، تأسست الكلية عام 1971، وأصبحت واحدة من أكبر كليات الطب الرائدة في المنطقة العربية.

### عمداء الكلية
هذه قائمة بعمداء الكلية منذ تأسيسها.
| #  | اسم العميد                  | تاريخ استلام المنصب  | تاريخ الانتهاء من المنصب | مدة الرئاسة       |
| -- | --------------------------- | -------------------- | ------------------------ | ----------------- |
| 1  | فرانك هاوارث                | 28 كانون الثاني 1973 | 10 تموز 1977             | 4 سنوات و163 أيام |
| 2  | عبد الوهاب البرلسي          | 26 أيلول 1978        | 15 أيلول 1981            | 2 سنوات و354 أيام |
| 3  | عبد اللطيف البدري           | 16 أيلول 1981        | 31 أيار 1983             | 1 سنة و257 أيام   |
| 4  | فؤاد الصايغ                 | 27 شباط 1984         | 15 آب 1989               | 5 سنوات و169 أيام |
| 6  | مصلح الطراونة               | 15 آب 1989           | 21 آب 1991               | 2 سنوات و6 أيام   |
| 7  | علاء طوقان                  | 21 آب 1991           | 3 أيلول 1994             | 3 سنوات و13 أيام  |
| 8  | محمود أبو خلف               | 3 أيلول 1994         | 20 تشرين أول 1998        | 4 سنوات و47 أيام  |
| 9  | أكرم الشناق                 | 21 تشرين أول 1998    | 20 تشرين أول 2002        | 4 سنوات و0 أيام   |
| 10 | سميح أبو الراغب             | 21 تشرين أول 2002    | 3 أيلول 2006             | 3 سنوات و317 أيام |
| 11 | مجلي محيلان                 | 3 أيلول 2006         | 22 آب 2007               | 353 أيام          |
| 12 | سلام درادكة                 | 3 أيلول 2007         | 21 آب 2009               | 1 سنة و352 أيام   |
| 13 | عبد القادر بطاح             | 22 آب 2009           | 28 تشرين أول 2010        | 1 سنة و67 أيام    |
| 14 | عزمي محافظة                 | 28 تشرين أول 2010    | 31 آب 2013               | 2 سنوات و307 أيام |
| 15 | رائدة جياد القطب            | 1 أيلول 2013         | 31 تشرين أول 2013        | 60 أيام           |
| 16 | معاوية البدور               | 30 تشرين أول 2013    | 3 أيلول 2015             | 1 سنة و308 أيام   |
| 17 | إسلام مساد (الفترة الأولى)  | 6 أيلول 2015         | 1 أيلول 2016             | 361 أيام          |
| 18 | نذير عبيدات                 | 1 أيلول 2016         | 30 آب 2018               | 1 سنة و363 أيام   |
| 17 | إسلام مساد (الفترة الثانية) | 23 أيلول 2018        | 7 تشرين أول 2020         | 2 سنوات و14 أيام  |